# Helston
Helston (em córnico:  Hellys) é uma cidade e paróquia civil da Cornualha, localizada na região sudoeste da Inglaterra. Situa-se no extremo norte da Península do Lagarto a aproximadamente 19 quilômetros a leste de Penzance a 14,5 quilômetros a sudoeste de Falmouth.
Em 2001 a cidade comemorou seu 800º aniversário.